# Haqvin Bager
Haqvin Bager, född 1711, död 1782, var en svensk handelsman, nationalekonomisk författare och rimmare. Han var farfar till Lorens Isak Bager och morbror till Casper Christoffer Hanell.
Bager var son till handelsmannen i Malmö David Håkansson Bager (1670-1742) och Martha Lorich (1691-1755). Han var gift med Anna Chatarina Sölscher (1717-1775). Efter att några år i ungdomen gjort en del utlandsresor etablerade han sin handelsrörelse i Malmö. Hans båda söner Diedrich och Petter Bager hjälpte till i verksamheten som infattade sillsalteri- och trankokeri på Kalvön i Göteborgs skärgård, i Malmö bryggeri av s. k. dubbelöl och svagdricka. Vidare handelsexport med diverse varor till England, Holland, Danmark och inrikeshandel. Haquin Bager ägde även två väderkvarnar, en i Södra Förstaden vid hörnan Södra Förstadsgatan/Föreningsgatan och en i Östra Förstaden vid Lundavägen i Malmö. I stallet hade han 14 hästar för varutransport ner till hamnen. Han var enligt egen utsago den som betalade mest skatt i Malmö. Han betalade bland annat för inhysning av 20 grenadiersoldatinkvarteringar i fyra baracker på en av sina tomter. Bager hade ett strikt leverne utan extravaganser och stor patriot för Sveriges väl och kungadyrkare vilket även sönerna uppfostrades till. Även var han lagpliktig och följde dessa som de var skrivna, vilket ibland ledde till en del processer där myndigheter, enligt Bager, inte följde desamma förordningar.
Bager, som från 1734 var verksam som handelsman i sin födelsestad Malmö, var en välmenande, men något processlysten patriot. Han utgav en rad nationalekonomiska ströskrifter och lät dessutom införa en stor mängd artiklar i tidningar relaterat till pågående personliga processer och egenuppfunna metoder och uppfinningar. Dessa brukade åtföljas med mindre deviser som avslutning. En del ansåg hans skrifter för orediga i sin framställning och uppblandade med platta och löjliga rimmerier, varför hans namn blev ett appellativ med betydelsen usel versmakare. Andra däremot uppskattade rimmen som nydanande och uppfriskande. En del kritiker över hans verskonst bemötte Bager i ganska så skarpa ordalag. Dessa skedde i versform.
En vers av Bager som var en avslutande devis för en artikel angående att bygga upp matförråd för att förekomma dåliga tider:
| ” | Hushålla väl och rätt Gör mången rik och nätt; Men hushålla illa och slurfviga Gör många fattiga och lurfviga. | „ |

Genom detta beredde sig Haqvin Bager emellertid ett eget slags odödlighet, varför också bland annat Kellgren, vid underrättelsen om hans död, ägnade honom en särskild längre dikt i Stockholms Posten, där det, bland annat, heter:
| ” | Hvar fins den hand, som mer kan styra Hans fordom alltid stämda lyra, Som lika lyckligt qvad om allt, Om qvarnar, skutor, sill och malt, Om afund och partiers yra? Den ödet nu till hemvist spar Åt mal och dam och spindelväfvar, Som dock i salig Haqvins näfvar Ett underverk i Sverge var. | „ |

Efter Bagers död så fanns en rörelse som samlade på hans rimsniderier. I hans hem i Östra Förstaden hade det skrivits i både tak som på dörrposter.